# (24609) Evgenij
(24609) Evgenij (1978 RA2) – planetoida z pasa głównego asteroid okrążająca Słońce w ciągu 3,53 lat w średniej odległości 2,32 j.a. Odkryta 7 września 1978 roku.